# Habibu
Habibu var en tecknad serie skapad av Rune Andréasson "efter en resa i Västafrika där verkligheten var plågsamt verklig". Den publicerades som gästserie i Andreassons serietidning Bamse. Habibu dök exempelvis upp i Bamse nummer 9 till 12 1973. Serierna om Habibu och apan Bojang under 1973 finns återutgivna i faksimil i Bamsebiblioteket volym 2.
I nummer 11-12 1975 dök Habibu upp igen, se Bamsebiblioteket volym 6.

## Figurer i serien
- Habibu
- Habibus pappa
- Apan Bojang
- Åsnan Kafifu